# Tamiini
Tamiini – plemię ssaków z podrodziny afrowiórek (Xerinae) w rodzinie wiewiórkowatych (Sciuridae).

## Zasięg występowania
Plemię obejmuje gatunki występujące w Ameryce Północnej i Azji.

## Systematyka
Do plemienia należą następujące występujące współcześnie rodzaje:
- Eutamias Trouessart, 1880 – burunduk – jedynym przedstawicielem jest Eutamias sibiricus (Laxmann, 1769) – burunduk syberyjski
- Tamias Illiger, 1811 – pręgowiec – jedynym żyjącym współcześnie przedstawicielem jest Tamias striatus (Linnaeus, 1758) – pręgowiec amerykański
- Neotamias A.H. Howell, 1929

Opisano również rodzaj wymarły:
- Nototamias Pratt & Morgan, 1989[7]